# Hợp Giang (phường)
Hợp Giang là phường trung tâm của thành phố Cao Bằng, tỉnh Cao Bằng, Việt Nam.

## Địa lý
Phường Hợp Giang nằm ở trung tâm thành phố Cao Bằng, có vị trí địa lý:
- Phía đông giáp phường Sông Bằng
- Phía tây giáp phường Sông Hiến
- Phía nam giáp phường Hòa Chung và phường Tân Giang
- Phía bắc giáp phường Ngọc Xuân.

Phường Hợp Giang có diện tích 0,92 km², dân số năm 2019 là 9.774 người, mật độ dân số đạt 10.624 người/km².
Trên địa bàn phường có sông Hiến và sông Bằng Giang chảy qua, có các công trình như: Sân vận động thành phố Cao Bằng, chùa Phố Cũ, Quảng trường Tượng đài Chủ tịch Hồ Chí Minh.

## Hành chính
Phường Hợp Giang được chia thành 12 tổ dân phố: 1, 2, 3, 4, 5, 6, 7, 8, 9, 10, 11, 12.

## Lịch sử
Ngày 10 tháng 9 năm 1981, Hội đồng Bộ trưởng ban hành Quyết định 60-HĐBT về việc giải thể tiểu khu Nội Thị để thành lập phường Hợp Giang thuộc thị xã Cao Bằng.
Ngày 25 tháng 9 năm 2012, Chính phủ ban hành Nghị quyết 60/NQ-CP về việc thành lập thành phố Cao Bằng thuộc tỉnh Cao Bằng. Phường Hợp Giang thuộc thành phố Cao Bằng.
Đến năm 2019, phường Hợp Giang được chia thành 32 tổ dân phố, đánh số từ 1 tới 32.
Ngày 9 tháng 9 năm 2019, Hội đồng Nhân dân tỉnh Cao Bằng ban hành Nghị quyết số 27/NQ-HĐND về việc sáp nhập, đổi tên các xóm, tổ dân phố trên địa bàn tỉnh:
- Sáp nhập TDP 2 vào TDP 1
- Sáp nhập ba TDP 3, 4, 5 thành TDP 2
- Sáp nhập ba TDP 6, 7, 8 thành TDP 3
- Sáp nhập hai TDP 9, 10 và một phần TDP 27 thành TDP 4
- Sáp nhập ba TDP 15, 16, 17 thành TDP 5
- Sáp nhập ba TDP 18, 19, 20 thành TDP 6
- Sáp nhập hai TDP 11 và 12 thành TDP 7
- Sáp nhập ba TDP 13, 14, 26 và một phần TDP 25 thành TDP 8
- Sáp nhập hai TDP 28, 29 và phần còn lại của TDP 27 thành TDP 9
- Sáp nhập hai TDP 21 và 22 thành TDP 10
- Sáp nhập hai TDP 23, 24 và phần còn lại của TDP 25 thành TDP 11
- Sáp nhập ba TDP 30, 31, 32 thành TDP 12.